# منبهك
مُنبهّك أو كي آلارم (بالإنجليزية: KAlarm)‏ هو مُدير تنبيه شخصيِّ ‏
أنشأه ديفيد جارفي، يدعم أربعة أنواع مُختلفة للتنبيهات وهي النصوص، والملفات، والأوامر، والبريد الإلكتروني.
يُستخدم لعرض رسائل البريد الإلكتروني أو ليُنفِّذ بعض الأوامر أو يُرسل رسائل البريد في مواعيدٍ مُحدَّدة، ويُمكِّن أيضًا تكرار التنبيهات، أو تقييد عمل التنبيهات لساعات، ومن بين خياراته، هي السماح باختيار خط الرِّسالة ولونها، مع إمكانيَّة نطقها عند عرضها.

## وصلات خارجيَّة
- منبهك على موقع Free Software Directory (الإنجليزية)
- (بالعربية) "مُنبهّك". كدي. مؤرشف من الأصل في 2023-06-19.